# GFI1
GFI1 (англ. Growth factor independent 1 transcriptional repressor) – білок, який кодується однойменним геном, розташованим у людей на короткому плечі 1-ї хромосоми.  Довжина поліпептидного ланцюга білка становить 422 амінокислот, а молекулярна маса — 45 297.
| 10         |  | 20         |  | 30         |  | 40         |  | 50         |
| ---------- |  | ---------- |  | ---------- |  | ---------- |  | ---------- |
| MPRSFLVKSK |  | KAHSYHQPRS |  | PGPDYSLRLE |  | NVPAPSRADS |  | TSNAGGAKAE |
| PRDRLSPESQ |  | LTEAPDRASA |  | SPDSCEGSVC |  | ERSSEFEDFW |  | RPPSPSASPA |
| SEKSMCPSLD |  | EAQPFPLPFK |  | PYSWSGLAGS |  | DLRHLVQSYR |  | PCGALERGAG |
| LGLFCEPAPE |  | PGHPAALYGP |  | KRAAGGAGAG |  | APGSCSAGAG |  | ATAGPGLGLY |
| GDFGSAAAGL |  | YERPTAAAGL |  | LYPERGHGLH |  | ADKGAGVKVE |  | SELLCTRLLL |
| GGGSYKCIKC |  | SKVFSTPHGL |  | EVHVRRSHSG |  | TRPFACEMCG |  | KTFGHAVSLE |
| QHKAVHSQER |  | SFDCKICGKS |  | FKRSSTLSTH |  | LLIHSDTRPY |  | PCQYCGKRFH |
| QKSDMKKHTF |  | IHTGEKPHKC |  | QVCGKAFSQS |  | SNLITHSRKH |  | TGFKPFGCDL |
| CGKGFQRKVD |  | LRRHRETQHG |  | LK         |  |            |  |            |

A: Аланін

C: Цистеїн

D: Аспарагінова кислота

E: Глутамінова кислота

F: Фенілаланін

G: Гліцин

H: Гістидин

I: Ізолейцин

K: Лізин

L: Лейцин

M: Метіонін

N: Аспарагін

P: Пролін

Q: Глутамін

R: Аргінін

S: Серин

T: Треонін

V: Валін

W: Триптофан

Кодований геном білок за функцією належить до фосфопротеїнів. 
Задіяний у таких біологічних процесах як транскрипція, регуляція транскрипції, поліморфізм. 
Білок має сайт для зв'язування з іонами металів, іоном цинку, ДНК. 
Локалізований у ядрі.